# Брейди, Джеймс Скотт
Джеймс Скотт «Джим» Брейди (прозвище Bear (Медведь)) (29 августа 1940 – 4 августа 2014) — помощник президента США и пресс-секретарь Белого дома во время президентства Рональда Рейгана. В 1981 году Брейди был тяжело ранен в ходе покушения на Рейгана и стал инвалидом. В дальнейшем Брейди стал ярым сторонником контроля над оружием.

## Политическая карьера
Брейди начал свою карьеру на государственной службе в штабе сенатора от штата Иллинойс Эверетта Дирксена. В 1964 году он был менеджером кампании Уэйна Джонса на выборах в Конгресс от 23-го района. В 1970 году Брейди руководил кампанией Филис Шлэфли кандидата от 23-го округа штата Иллинойс в Конгресс.
Брейди занимал различные посты в частном секторе и в правительстве, служил специальным помощником министра городского развития Джеймса Томаса Линна, специальным помощником начальника управления по менеджменту и бюджету, помощником министра обороны, членом штаба сенатора Уильяма Рота. Он также был пресс-секретарём кандидата в президенты США Джона Конолли в 1979 году.
После того как Конолли снял свою кандидатуру, Брейди стал директором по общественным делам и исследованиям избирательного комитета губернатора Рейгана на президентских выборах 1980 года и оратором управления избранного президента. После того, как Рейган принял полномочия президента, Брейди стал пресс-секретарём Белого дома.

## Личная жизнь
Брейди вступил в брак со Сью Бет в 1960 году - этот брак закончился разводом в 1967 году. В 1972 году Брейди вступил в брак с Сарой Джейн Кемп.

## Ранение
30 марта 1981 года, после 69 дней своего президентства, Рейган и члены его штаба, включая Брейди, стали жертвами покушения. Когда они вышли из вашингтонского отеля «Хилтон», 25-летний студент Техасского технического университета Джон Хинкли выпустил шесть пуль из револьвера по группе Рейгана. Первым выстрелом был сражён Джон Брейди. Пуля угодила ему в лоб выше левого глаза. Также ранения получили агент секретной службы Тимоти Маккарти, офицер вашингтонской полиции Томас Делаханти и сам президент Рейган. Брейди, Рейган и Маккарти были доставлены в больницу университета Джорджа Вашингтона в г. Вашингтон.
В ходе последующего замешательства все основные СМИ по ошибке сообщили о гибели Брейди. Когда друг Брейди телеведущий ABC News Фрэнк Рейнольдс позднее был вынужден опровергнуть сообщение, он сердито сказал в эфире своим сотрудникам: «Давайте поймаем их на слове!».
Когда хирург доктор Артур Кобрин в ходе многочасовой операции над Брейди услышал сообщения прессы о смерти Брейди, он ответил: «Никто ничего не сказал мне и пациенту».
Хотя Брейди выжил, речь его стала невнятной, он оказался частично парализован и был постоянно прикован к инвалидной коляске. Нейрохирург Кобрин, оперировавший Брейди, вспоминал, что Брейди с трудом сдерживал эмоции, говоря о покушении, «он какое-то время плакал». Брейди страдал нарушениями памяти и мышления, в частности, он с трудом узнавал людей. Тем не менее Кобрин признал, что спустя 30 лет Брейди мог ходить самостоятельно и восстановил почти все речевые и познавательные функции.
Брейди больше не мог продолжать работу пресс-секретарём Белого дома, но номинально занимал должность до окончания срока администрации Рейгана. Его обязанности исполняли Ларри Спикс и Марлин Фитцуотер, в качестве исполняющего обязанности и заместителя.

## Дальнейшая жизнь
Впоследствии Брейди стал политическим активистом, выступающим за контроль над огнестрельным оружием. Вместе с женой Сарой, ставшей председателем организации Brady Campaign to Prevent Gun Violence  (Кампания Брейди за предотвращение насилия с использованием огнестрельного оружия), Брейди выступал за усиление контроля над короткоствольным оружием и ограничения относительно автоматического оружия. Акт Brady Handgun Violence Prevention Act был назван в его честь (также известен как «Билль Брейди»).
В 1982 году Брейди получил почётную степень доктора права от колледжа Маккендри, г. Ливан, штат Иллинойс. В 1993 году супруги Брейди были по отдельности награждены почётной степенью доктора (Doctor of Humane Letters) от университета Дрексела. В 1994 году Джеймс и Сара Брейди получили ежегодную награду Roger Horchow Award за величайшую общественную деятельность от фонда Jefferson Awards Foundation. В 1996 году Джеймс Брейди получил Президентскую медаль свободы, высшую гражданскую награду в США, от президента Билла Клинтона.
В 2000 году комната для проведения брифингов в Белом доме была названа в честь Брейди (James S. Brady Press Briefing Room).
Брейди скончался в г. Александрия, штат Виргиния, в возрасте 73 лет. Его семья объявила о смерти 4 августа 2014 года. 8 августа 2014 года медицинский эксперт принял спорное решение (в связи с большим сроком в 33 года, прошедшим после ранения в 1981 году), что причиной кончины является выстрел, смерть является убийством. Тем не менее стрелку Хинкли не было предъявлено никаких обвинений в связи с установлением его невиновности по первоначальному обвинению (по причине его невменяемости).
Восстановление Брейди после ранения было отображено в фильме 1991 года канала НВО Without Warning: The James Brady Story, роль Брейди сыграл актёр Бо Бриджес. Также роль Брейди играли актёры Джон Конолли в телефильме The Day Reagan Was Shot американского канала Showtime и Майкл Коул в телефильме 2016 года Killing Reagan.